# Pierre de Sicile
 (juillet 2010).
Si vous disposez d'ouvrages ou d'articles de référence ou si vous connaissez des sites web de qualité traitant du thème abordé ici, merci de compléter l'article en donnant les références utiles à sa vérifiabilité et en les liant à la section « Notes et références ».
Pierre de Sicile, Petrus Siculus ou Peter Sikeliotes (en grec Πέτρος Σικελιώτης) est un diplomate et écrivain byzantin actif dans la seconde moitié du IXe siècle, qui a laissé des écrits sur la secte des pauliciens.

## Biographie
Vers 834-835, le mouvement des pauliciens se structure en État militaire autonome, basé en Anatolie dans l'est de l'actuelle Turquie, qui entre en lutte contre l'Empire byzantin. En 842-843, l'impératrice Théodora relance la persécution contre la secte, ce qui a pour effet de renforcer l'émigration vers la région d'Argaoun. Un officier du thème des Anatoliques, Karbéas, se laisse convertir avec une partie de sa troupe : ils font défection et s'assurent le commandement de la ville qui devient le quartier général militaire des pauliciens, d'où ils lancent des raids contre l'empire, s'alliant pour cela à l'émir de Mélitène dans le territoire duquel ils sont accueillis. S'ensuit une série d'attaques contre l'empire, en 859, 861 et 863, où les pauliciens épaulent les armées arabes, ce qui les fait considérer par les byzantins non seulement comme des hérétiques, mais aussi comme des apostats et des traîtres (ἀπόστασιοι ϰάι ϖροδότες) punissables de mort.
Chrysocheir succède à son oncle et beau-père Karbéas et poursuit son activité militaire : il porte les attaques de plus en plus profondément en territoire impérial, atteignant Nicée, Nicomédie et Éphèse, mises à sac en 869-870. Une ambassade de Pierre de Sicile, cette même année, est envoyée négocier le rachat des prisonniers et un traité de paix, en vain.
Le texte principal de Pierre de Sicile est intitulé Ἱστορία περὶ τῆς κενῆς καὶ ματαίας αἱρέσεως τῶν Μανιχαίων τῶν καὶ Παυλικιανῶν λεγομένων, προσωποποιηθεῖσα ὡς πρὸς τὸν ἀρχιεπίσκοπον Βουλγαρίας (Traité sur la vaine et futile hérésie des Manichéens, également appelés Pauliciens, adressée à l'archevêque de Bulgarie). D'après ce qu'il écrit, il fut envoyé en 869 par l'empereur Basile Ier à Téphrikè, capitale de la principauté des pauliciens, pour négocier un échange de prisonniers. Au cours d'un séjour qui dura neuf mois, il eut l'occasion de voir de près les membres de la secte. Il s'adresse à l'archevêque de Bulgarie, car les pauliciens auraient l'intention d'envoyer des missionnaires dans ce pays. La matière de cet ouvrage se retrouve sous une forme abrégée dans un autre texte attribué par les manuscrits à « Pierre l'Higoumène ». Le traité historique de Photius Contre les Manichéens (formant le premier des quatre livres qu'il a consacrés à la secte des pauliciens) est également très proche. De Pierre de Sicile, on conserve aussi trois discours de dénonciation des pauliciens, partie restante d'une série de six discours.
Le texte de l'Histoire des Manichéens a été découvert par Jacques Sirmond dans la Bibliothèque du Vatican et publié en 1604, à Ingolstadt, par son collègue jésuite Matthäus Rader. Le cardinal Angelo Mai en a donné en 1847 une version légèrement différente, d'après un autre manuscrit, et a d'autre part publié les trois discours. Ce sont les textes du cardinal Mai qui sont reproduits en PG, vol. 104, col. 1240-1349. Le texte abrégé de « Pierre l'Higoumène » a été publié en 1849 par Johann Karl Ludwig Gieseler (qui considère que c'est le même auteur).